# Мороз, Марина Игоревна
Мари́на Игоревна Моро́з (укр. Марина Мороз; род. 8 сентября 1991, Вольногорск, Украина) — украинский боец смешанных боевых искусств, выступающая под эгидой UFC в минимальном весе.

## Карьера
Чемпионка Украины и Кубка мира по кикбоксингу, чемпионка Украины по боксу среди юниоров, финалистка чемпионата и Кубка Украины по боксу среди студентов.
В смешанных единоборствах Мороз дебютировала 23 ноября 2013 года в победном поединке против соотечественницы Яны Куземы на OC — Oplot Challenge 89. Следующие пять боёв Мороз выиграла, из них один техническим нокаутом, в том числе первый бой под эгидой UFC — UFC Fight Night: Гонзага vs. Кро Коп 2 — против шотландки Джоанн Калдервуд. Во втором бою в UFC на UFC Fight Night: Холлоуэй vs. Оливейра Мороз потерпела первое поражение в карьере от канадки Валери Летурно.

## Статистика ММА
| Боёв 17  | Побед 11 | Поражений 6 |
| -------- | -------- | ----------- |
| Нокаутом | 1        | 0           |
| Сдачей   | 6        | 1           |
| Решением | 4        | 5           |

| Результат | Рекорд | Соперник          | Способ                             | Турнир                                  | Дата            | Раунд | Время | Место                                 | Примечание                   |
| --------- | ------ | ----------------- | ---------------------------------- | --------------------------------------- | --------------- | ----- | ----- | ------------------------------------- | ---------------------------- |
| Поражение | 11-6   | Джоанна Вуд       | Единогласное решение               | UFC 299                                 | 9 марта 2024    | 3     | 5:00  | Майами, Флорида, США                  |                              |
| Поражение | 11-5   | Карин Сильва      | Сдача (гильотина)                  | UFC 292                                 | 19 августа 2023 | 1     | 4:59  | Массачусетс, Бостон, США              |                              |
| Поражение | 11-4   | Женнифер Майя     | Единогласное решение               | UFC Fight Night: Нзечукву vs. Куцелаба  | 19 ноября 2022  | 3     | 5:00  | Лас-Вегас, Невада, США                |                              |
| Победа    | 11–3   | Мария Агапова     | Болевой приём (ручной треугольник) | UFC 272                                 | 5 марта 2022    | 2     | 3:27  | Лас-Вегас, Невада, США                | "Лучшее выступление вечера"  |
| Победа    | 10–3   | Майра Буэно Силва | Единогласное решение               | UFC Fight Night: Ли vs. Оливейра        | 14 марта 2020   | 3     | 5:00  | Бразилиа, Бразилия                    | Бой вечера                   |
| Победа    | 9–3    | Сабина Масо       | Единогласное решение               | UFC on ESPN 2: Барбоза vs. Гейджи       | 30 марта 2019   | 3     | 5:00  | Филадельфия, Пенсильвания, США        | Вернулась в Наилегчайший вес |
| Поражение | 8-3    | Анджела Хилл      | Единогласное решение               | UFC on Fox 28 Эмметт vs. Стивенс        | 24 февраля 2018 | 3     | 5:00  | Орландо, Флорида, США                 |                              |
| Поражение | 8-2    | Карла Эспарса     | Единогласное решение               | UFC Fight Night: Кьеса vs. Ли           | 25 июня 2017    | 3     | 5:00  | Оклахома-Сити, Оклахома, США          |                              |
| Победа    | 8-1    | Даниэль Тейлор    | Раздельное решение                 | UFC Fight Night: Родригес vs. Касерес   | 6 августа 2016  | 3     | 5:00  | Солт-Лейк-Сити, Юта, США              |                              |
| Победа    | 7-1    | Кристина Станчиу  | Единогласное решение               | UFC Fight Night: Ротвелл vs. дос Сантос | 10 апреля 2016  | 3     | 5:00  | Загреб, Хорватия                      |                              |
| Поражение | 6-1    | Валери Летурно    | Единогласное решение               | UFC Fight Night: Холлоуэй vs. Оливейра  | 23 августа 2015 | 3     | 5:00  | Саскатун, Саскачеван, Канада          |                              |
| Победа    | 6-0    | Джоанн Калдервуд  | Болевой приём (рычаг локтя)        | UFC Fight Night: Гонзага vs. Кро Коп 2  | 11 апреля 2015  | 1     | 1:30  | Краков, Польша                        | Выступление Вечера           |
| Победа    | 5-0    | Карин Сильва      | Болевой приём (рычаг локтя)        | XFCI - XFC International 7              | 1 ноября 2014   | 1     | 3:27  | Сан-Паулу, Сан-Паулу Бразилия         | Дебют в минимальном весе     |
| Победа    | 4-0    | Илона Авдеева     | TKO (остановка боя)                | IMAT - Мороз vs. Авдеева                | 7 сентября 2014 | 1     | 1:15  | Москва, Россия                        |                              |
| Победа    | 3-0    | Чжин Тан          | Болевой приём (прямой рычаг локтя) | Kunlun Fight 8                          | 24 августа 2014 | 1     | 3:50  | Лэшань, Сычуань, Китай                |                              |
| Победа    | 2-0    | Феиер Хуан        | Болевой приём (рычаг локтя)        | Kunlun Fight 5                          | 1 июня 2014     | 1     | 2:52  | Лэшань, Сычуань, Китай                |                              |
| Победа    | 1-0    | Яна Кузема        | Болевой приём (рычаг локтя)        | OC - Oplot Challenge 89                 | 23 ноября 2013  | 2     | 1:12  | Харьков, Харьковская область, Украина |                              |